# Гардер, Александр Викторович
Александр Викторович Гардер (27 января 1844, село Липовка, Аткарского уезда, Саратовской губернии — 28 декабря 1877, Габрово, Болгария) — корнет гусарского полка. Состоял ординарцем генерала Радецкого.

## Биографические моменты
Родился в дворянской семье.
Корнет. Кавалерист 8-го Лубенского гусарского полка.
Ординарец генерала Ф. Ф. Радецкого.
Погиб в день последнего шипкинского боя.

## Участие в сражении при Шейново и гибель

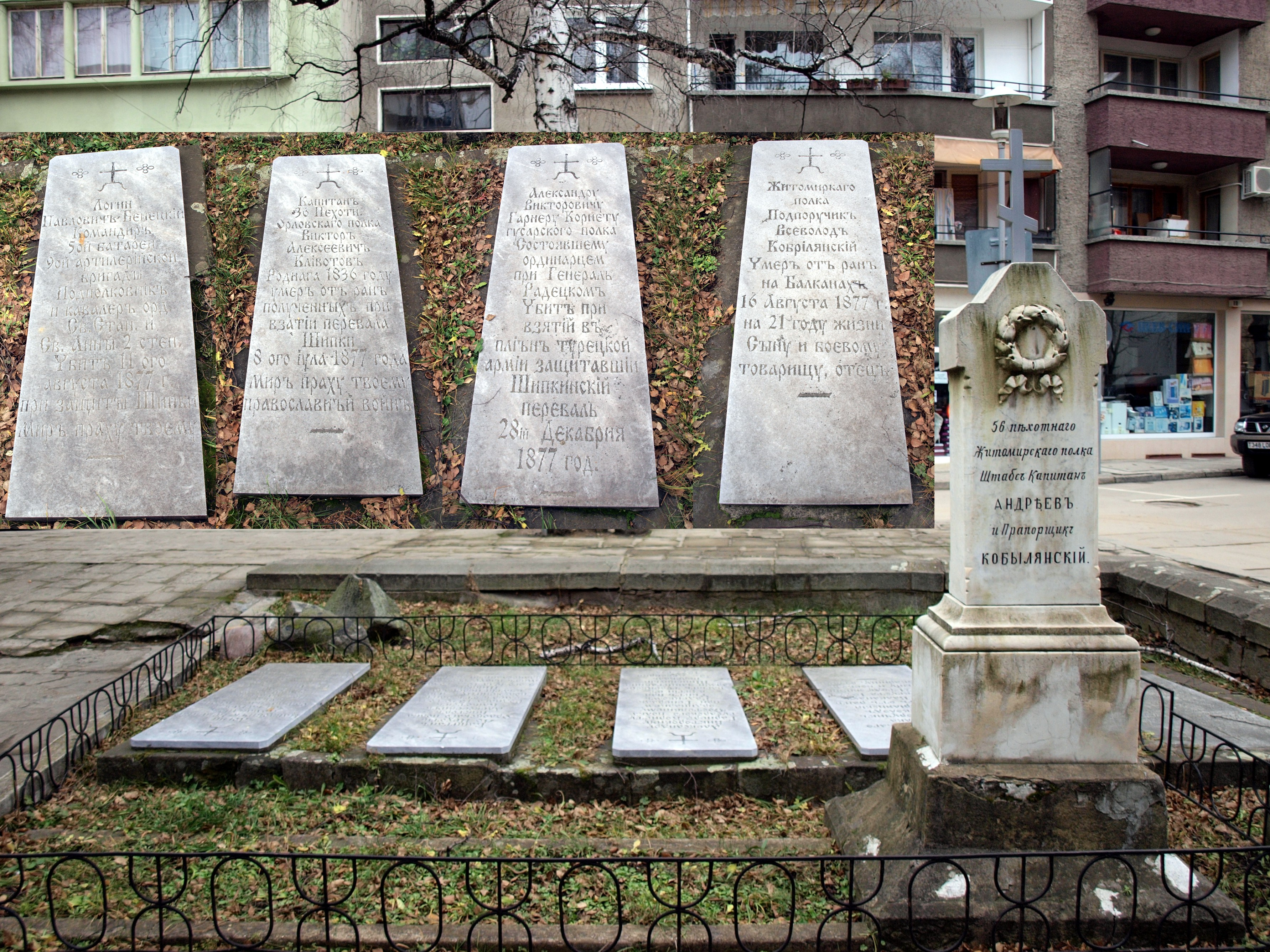
Могила А. В. Гардера возле южной стороны церкви «Успение Пресвятой Богородицы» в

Василий Иванович Немирович-Данченко, «ГОД ВОЙНЫ» (цитата):

Дождь бомб, гранат и пуль превратился в адский ливень. Точно воскресало истребление Содома и Гоморры. Опять все заволокло туманом. Люди не видели, откуда их разят, и только падали и падали… В это время впереди одной из рот шел корнет Гардер. Он был ординарцем у Радецкого. Бравый гусар, видевший виды, спокойный и храбрый, он тяготился своею обязанностью, удерживавшей его часто вдали от боя, когда впереди люди умирали, делая своё честное дело. Когда началась атака, он попросил у Радецкого позволения идти с какою-нибудь ротой — разрешили. Явился к Духонину, тот ему назначил. Гардер смело пошёл впереди роты, пошёл славно, красиво, ободряя солдат, улыбался им — и в виду траншеи вскинул руками, упал навзничь, а когда к нему подбежали, оказался уже мёртвым… В тот момент, когда солдаты приостановились перед траншеей, не решаясь идти туда, отличный служака Подольского полка майор Загоровский обернулся к своему батальону:
 — За мной, дети, покажем им русский штык… — Первым ворвался в траншею и ранен смертельно пулей в глаз. Перед самой кончиной на руках у выносивших его из траншеи солдат он успел сказать:
 — Я хочу, чтобы меня похоронили в Райской долине.